# Thomas Wehling
Thomas Wehling (* 1971 in Offenbach am Main) ist ein deutscher Schauspieler.

## Leben
Von 1992 bis 1996 studierte Thomas Wehling an der Hochschule für Musik und Theater Hamburg. Neben zwei Festengagements am Theater Koblenz und am Staatstheater Mainz, spielte er gastweise am Hamburger Thalia Theater, am Schlosstheater Moers und am Theater Bielefeld, wo er seit der Spielzeit 2007/08 zum festen Ensemble gehört. 
Bekannte Rollen Wehlings waren bislang der Mackie Messer in der Dreigroschenoper von Bertolt Brecht und Kurt Weill, Herr John in Gerhart Hauptmanns Ratten, der Zettel im Sommernachtstraum von William Shakespeare und John Proctor in Arthur Millers Hexenjagd. Titelfiguren verkörperte er als Wilhelm Voigt in Carl Zuckmayers Der Hauptmann von Köpenick und im Faust von Johann Wolfgang von Goethe. Für seine Mitwirkung in dem Zweipersonenstück Konstellationen von Nick Payne in der Inszenierung von Dariusch Yazdkhastis erhielten Wehling und seine Kollegin Christina Huckle sowohl den Hauptpreis als auch den Publikumspreis beim NRW-Theatertreffen 2017. Bereits 2015 war Wehling vom Verein Theater- und Konzertfreunde Bielefeld mit dem Schauspieltaler ausgezeichnet worden.
Sporadisch arbeitet Wehling auch vor der Kamera. Neben Gastauftritten in verschiedenen Serien, hatte er 2010 einen kleinen Part in dem mehrfach ausgezeichneten Spielfilm Die Fremde mit Sibel Kekilli in der Hauptrolle.    

## Filmografie
- 2002: Wie der Euro erfunden wurde (Kurzfilm)
- 2003: Zwei Tage Hoffnung
- 2004: Die Rettungsflieger – Liebeskummer
- 2005: Ein Fall für zwei – Die schöne Tote
- 2005: Polizeiruf 110 – Vorwärts wie rück-wärts
- 2006: Tatort – Sternenkinder
- 2008: GSG 9 – Ihr Einsatz ist ihr Leben – Hochspannung (Teil 2)
- 2009: Ein Fall von Liebe
- 2009: SOKO Wismar – Ein Wolf kommt selten allein
- 2010: Die Fremde
- 2011: Edeltraud und Theodor (Kurzfilm)
- 2014: Amour Fou
- 2015: Saboteure im Eis: Operation Schweres Wasser

## Hörspiele
- 2003: Zottelhaube (norwegisches Volksmärchen) – Regie: Uwe Schareck
- 2003: Catarina und ihr Schicksal (italienisches Volksmärchen) – Regie: Michael Schlimgen